# 雅库普·格尔
雅库普·格尔（土耳其語：Yakup Gör，1988年11月10日—），生于埃尔祖鲁姆，土耳其男子摔跤运动员。他曾代表土耳其参加2015年欧洲运动会摔跤比赛，获得男子自由式70公斤级铜牌。